# Diamantomyidae
Diamantomyidae é uma família de roedores extintos do Eoceno e Mioceno da África e Ásia.

## Gêneros
- Diamantomys Stromer, 1922
- Pomonomys Stromer, 1922
- Metaphiomys Osborn, 1908